# Silnik turbowentylatorowy

Silnik turbowentylatorowy

Schemat silnika turbowentylatorowego

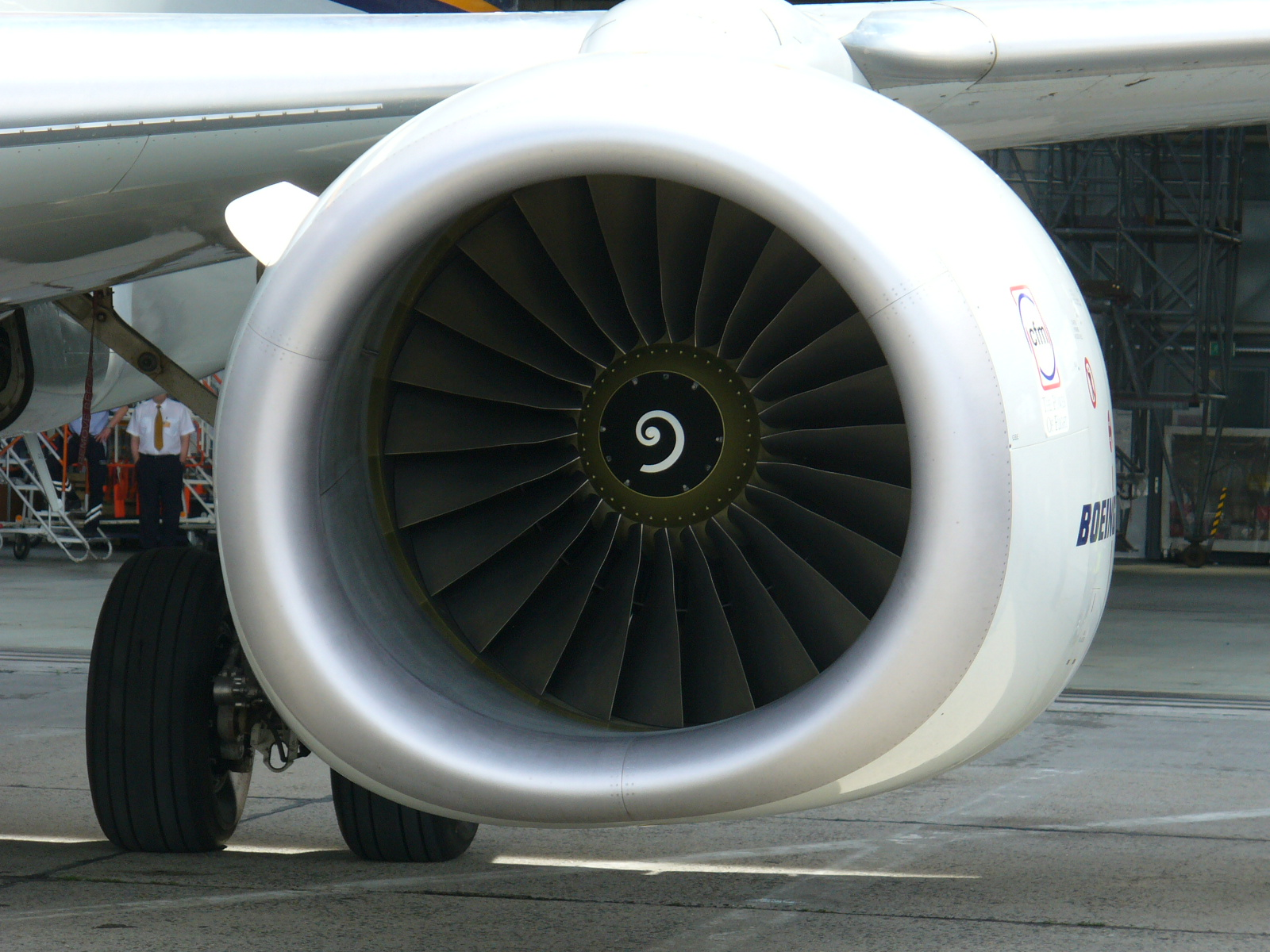
Cywilny silnik turbowentylatorowy - pod skrzydłem Boeinga 737

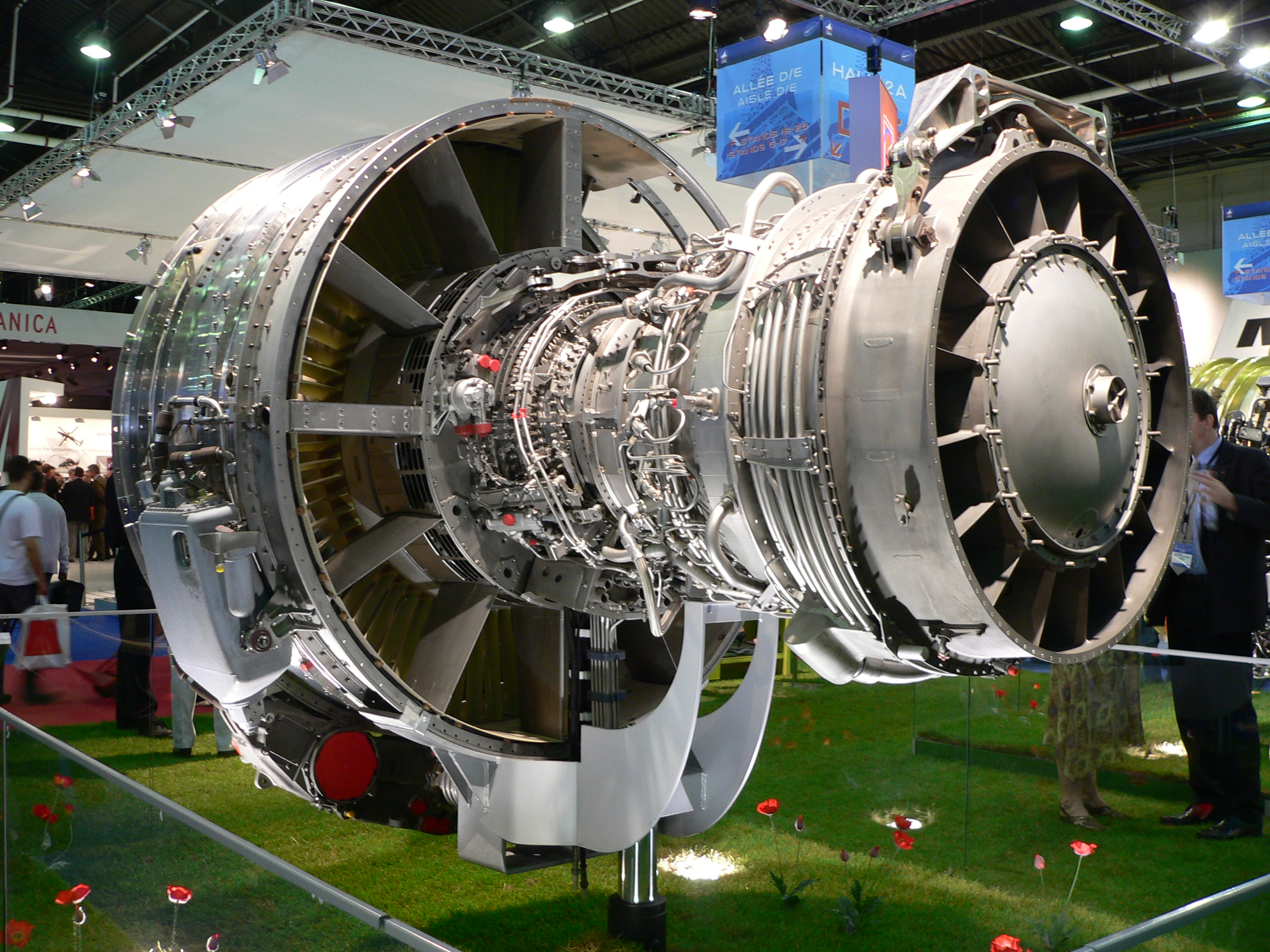
Silnik turbowentylatorowy CFM56 - widok od tyłu

Silnik turbowentylatorowy – odmiana silnika turboodrzutowego dwuprzepływowego o dużym stosunku dwuprzepływowości (ang. high-bypass turbofan). Wyposażony w dużej średnicy wentylator (pierwszy człon sprężarki), który spręża wstępnie powietrze kierowane dalej na dwa tory:
1. Na silnik właściwy, czyli dalsze stopnie sprężarek - kolejno niskiego i wysokiego ciśnienia, a następnie do komory spalania silnika i na turbinę.
2. Do kanału zewnętrznego, z którego jest kierowane bezpośrednio do atmosfery, wytwarzając ciąg w sposób zbliżony do ciągu śmigła napędzanego np. silnikiem tłokowym.

Gorące sprężone gazy opuszczające komorę spalania napędzają turbiny wysokiego i niskiego ciśnienia (turbiny te napędzają  sprężarki), oddając im część energii, a następnie wypływają przez dyszę wylotową, rozprężając się w niej i przyspieszając, co generuje pozostałą część ciągu. 
Silnik turbowentylatorowy jest rozwinięciem silnika dwuprzepływowego (ang. low-bypass turbofan) którego celem jest mniejsze jednostkowe zużycie paliwa. Dodatkowo, mniejsza prędkość gazów wylotowych przyczynia się do obniżenia hałaśliwości pracy silnika. Silniki te mają z reguły konstrukcję dwuwałową, co znaczy, że tak zwane wały współosiowe łączą odpowiednie stopnie turbiny niskiego ciśnienia z wentylatorem, a stopnie turbiny wysokiego ciśnienia ze sprężarką wysokiego ciśnienia.  
Sprawność napędowa silnika dwuprzepływowego jest większa od sprawności napędowej jednoprzepływowego silnika turboodrzutowego ze względu na większy wydatek (masa) i mniejszą prędkość przepływu czynnika przy tym samym ciągu, a więc - mniejszą energię kinetyczną strumienia opuszczającego silnik i mniejsze straty energii. W silniku turbowentylatorowym te zmiany są jeszcze korzystniejsze. 
Podział na silnik turbowentylatorowy i dwuprzepływowy jest płynny i umowny. Wynika to z proporcji przepływu zewnętrznego do wewnętrznego. Konstrukcje dwuprzepływowe konstrukcyjnie mają zewnętrzny przepływ czynnika w konturze silnika. Umożliwia to zabudowę takiego silnika, np. w myśliwcach. Dodatkowo taki układ daje możliwość stosowania dopalaczy w dyszy wylotowej silnika. 
W silniku turbowentylatorowym czynnik roboczy za wentylatorem opuszcza konstrukcyjnie silnik, kierując się do atmosfery. Powoduje to mniejsze straty przepływu i zwiększa sprawność napędową. 
Jest to obecnie najczęściej stosowany rodzaj silnika odrzutowego w lotnictwie komunikacyjnym. Decydują o tym:
- duży ciąg jednostkowy, zwłaszcza podczas startu samolotu,
- małe jednostkowe zużycie paliwa,
- niski poziom hałasu.

## Terminologia
DopalaczUrządzenie stosowane w samolotach bojowych, powodujące zwiększenie ciągu o kilkadziesiąt procent
EGTTemperatura spalin (ang. exhaust gas temperature)
EPRStosunek ciśnień silnika (ang. engine pressure ratio)